# 济南革命烈士陵园
济南革命烈士陵园，也称英雄山革命烈士陵园，又称济南战役纪念馆，位于山东省济南市南部英雄山（原名四里山）南麓、五里山西麓，建于1949年11月至1968年，为山东省规模最大的烈士陵园。其建设目的为纪念济南战役中牺牲的华东野战军一方军官及士兵，并对济南市民免费公开开放，以达到“爱国主义”教育目的，与济南市市区内解放阁景观遥相呼应。

## 历史

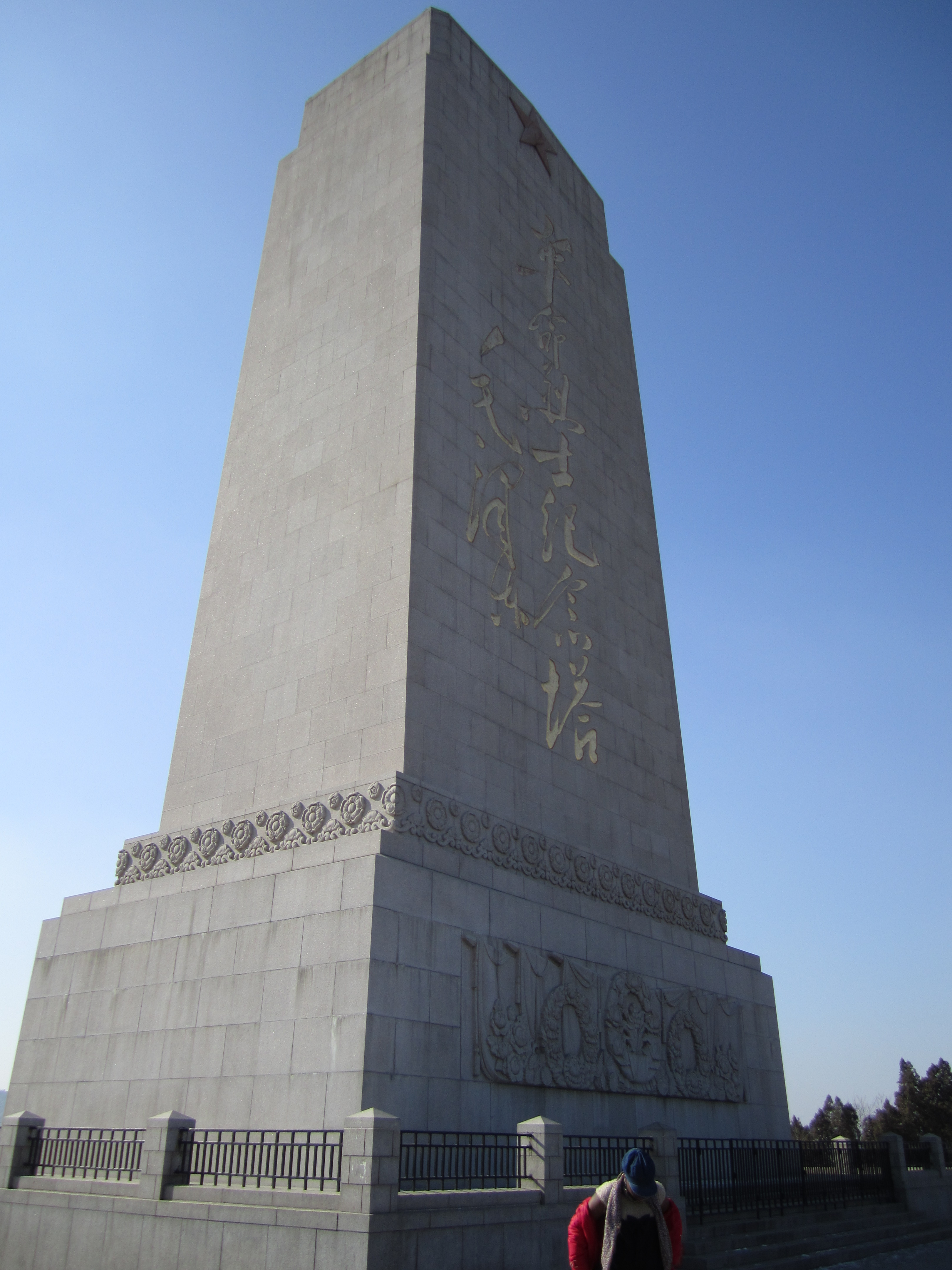
革命烈士纪念塔

1948年9月24日，中国人民解放军华东野战军占领济南。1948年10月15日，中共济南市特别市委、济南市特别政府等联合组成“济南各界建筑烈士公墓筹备委员会”，决定在济南南郊的四里山、六里山之间修建革命烈士公墓和革命烈士纪念塔，纪念为解放济南而牺牲的烈士。四里山在明清时期因山上遍布黄栌，秋天叶红如炬，将山梁渲染得如同满山烟霞，因而得名“赤霞山”。后因赤霞山距离济南城西门“泺源门”约四里路，被乡人取名为四里山。1948年12月20日，中共中央华东局作出《关于纪念革命烈士的决定》，成立“山东省纪念革命烈士建筑委员会”，领导筹建革命烈士陵园。1949年4月12日，由张云逸、许世友、郭子化等21人组织成立“山东省纪念革命烈士建筑委员会”。1949年5月，中共中央山东分局请中共中央领导人为烈士纪念塔题词，中共中央主席、中央人民政府主席毛泽东为其题词“革命烈士纪念塔”。
1949年11月，济南革命烈士陵园开始在四里山南麓和五里山西麓修建。1949年11月28日，济南革命烈士纪念塔在四里山顶奠基，后因财政困难以及土地改革、抗美援朝、公私合营等而暂停修建。其间，开始修建烈士公墓。1950年上半年，将在济南战役中牺牲的部分烈士的遗骸从市区60余处散葬点迁葬至四里山，山东省、济南市还决定将在各个时期牺牲的中共山东地区领导人的墓也迁到新建的陵园。1950年3月至6月间，首批1199名革命烈士迁入烈士公墓，均堆起土坟并立有木牌。此后，又先后有多批散葬烈士和原葬在外地的著名烈士迁入烈士公墓。1952年10月27日，毛泽东到济南四里山黄祖炎墓祭奠，随行的许世友向他介绍了墓园的情况，毛泽东感慨“青山处处埋忠骨，有这么多的英烈长眠在这里，四里山就成了英雄山”，由此四里山革命烈士公墓改名为“英雄山革命烈士陵园”。1968年，济南革命烈士陵园竣工，占地约42公顷，是山东省规模最大的烈士陵园。1968年10月，英雄山“革命烈士纪念塔”竣工，四里山正式更名为英雄山，同时更名的还有英雄山路、英雄山人民公社、英雄山大队和英雄山小学等。
1972年4月，陵园烈士事迹陈列室开始修建:541。1973年，济南市英雄山革命烈士公墓更名为“济南市英雄山革命烈士陵园”。1975年1月，陵园烈士事迹陈列室竣工:541。1977年12月23日，“英雄山革命烈士陵园”被山东省革命委员会公布为山东省第一批省级重点文物保护单位。1989年8月31日，被中华人民共和国民政部公布为全国第二批重点烈士纪念建筑物保护单位。1998年，经中共山东省委、省政府批准，开始在英雄山下建设济南战役纪念馆。2001年3月9日，陵园增挂“济南战役纪念馆”牌子。2003年，纪念馆全部竣工，正式对外开放。
2020年10月20日，全国双拥模范城(县)命名暨双拥模范单位和个人表彰大会在北京召开，济南革命烈士陵园（济南战役纪念馆）在大会上被评为“全国爱国拥军模范单位”。2021年，陵园投资1000余万元对烈士墓区进行提升改造，烈士墓加盖石板，盖板上预留碑槽，原有立碑改为卧碑。2021年4月，墓区改造工程顺利完成，累计完成1614座独葬烈士墓盖棺，建造高标准烈士墓441座。1614名烈士中包括在济南战役中牺牲的有名烈士786人和无名烈士716人。2021年6月10日，西徐马烈士陵园47名烈士集中迁至济南革命烈士陵园安葬，其中有名烈士4位、无名烈士43位，多为原华东野战军九纵第二十五师、二十六师、二十七师在济南战役中牺牲的烈士。2024年7月15日，济南市退役军人事务局发布《关于划定济南革命烈士陵园保护范围的公告》，确认济南革命烈士陵园（济南战役纪念馆）的保护范围为：革命烈士纪念塔、济南战役纪念馆、烈士墓区、烈士骨灰堂、英雄亭、胜利广场、双拥广场、英雄广场、平房建筑区以及赤霞广场、留春园等场所，保护范围面积约35.2万平方米。

## 建筑布局

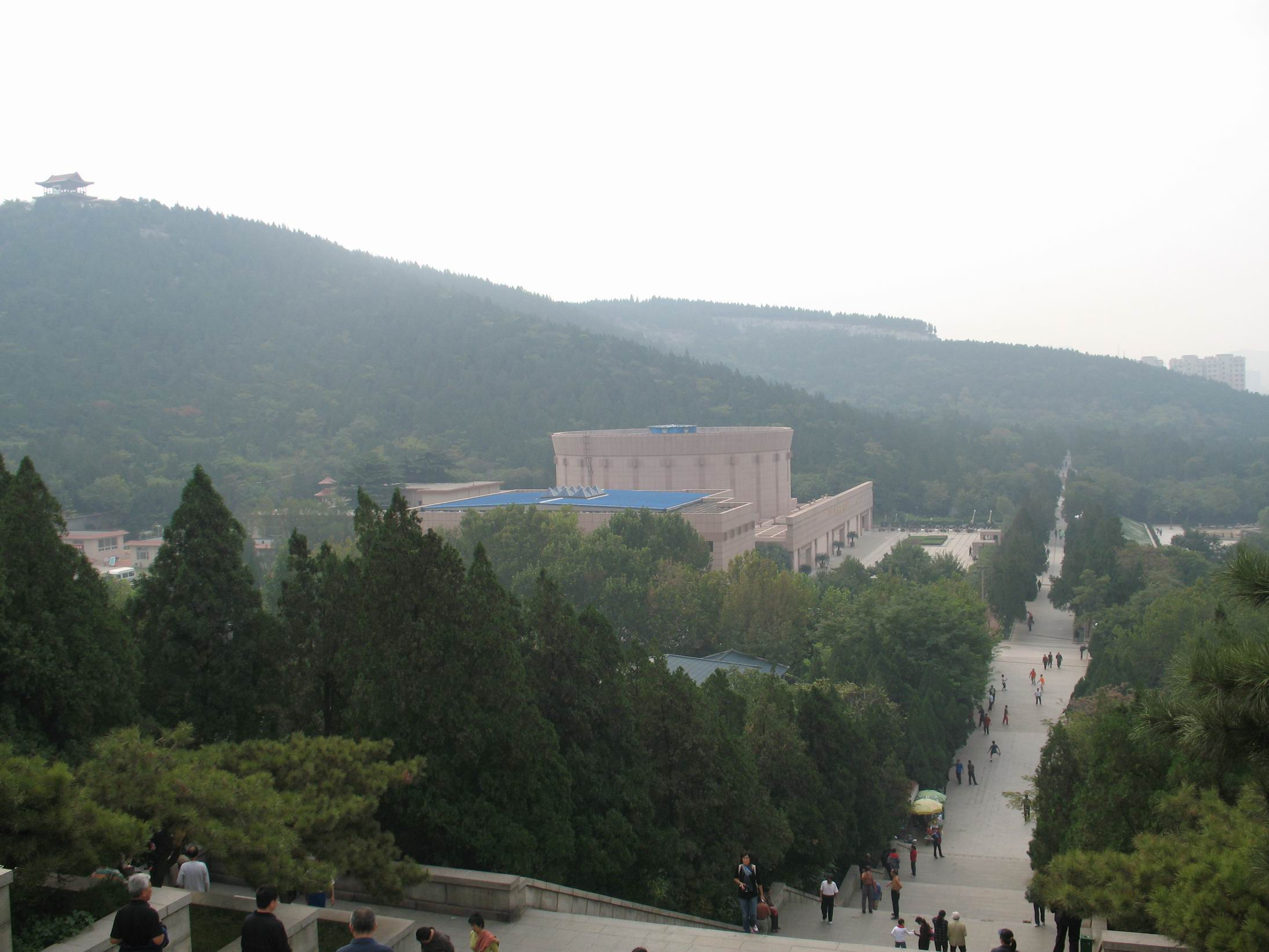
自革命烈士纪念塔向南眺望园区，近处的建筑为济南战役纪念馆

济南革命烈士陵园内建有革命烈士纪念塔、济南战役纪念馆、烈士墓区、毛泽东悼念烈士英雄亭、革命烈士群雕、开国元勋题词碑、英雄广场、胜利广场等烈士纪念设施。
革命烈士纪念塔位于陵园北部海拔106米的英雄山山巅，纪念塔通高34.64米，是使用乳白色花岗岩砌成的四棱锥体。塔基为双层花岗石，南北两面镌刻花圈图案浮雕。塔座则镌刻有红旗、花环、冬梅、秋菊、荷花、万年青等浮雕图案。基台上为周围环接铜质栏杆的亭式塔墩，五个角各立有两条花岗石柱，石柱顶端分别镶有表现战争年代工、农、青、妇、兵战斗、生产、放哨等内容的10个浮雕。塔身南北两面为由毛泽东1949年6月题写的“革命烈士纪念塔”馏金大字，塔顶部嵌有以花岗岩刻成的直径两米的红色五角星。由山下到塔基有三条石级登道，南侧一条道直宽绰，北侧两条在林荫之间，蜿蜒曲折。

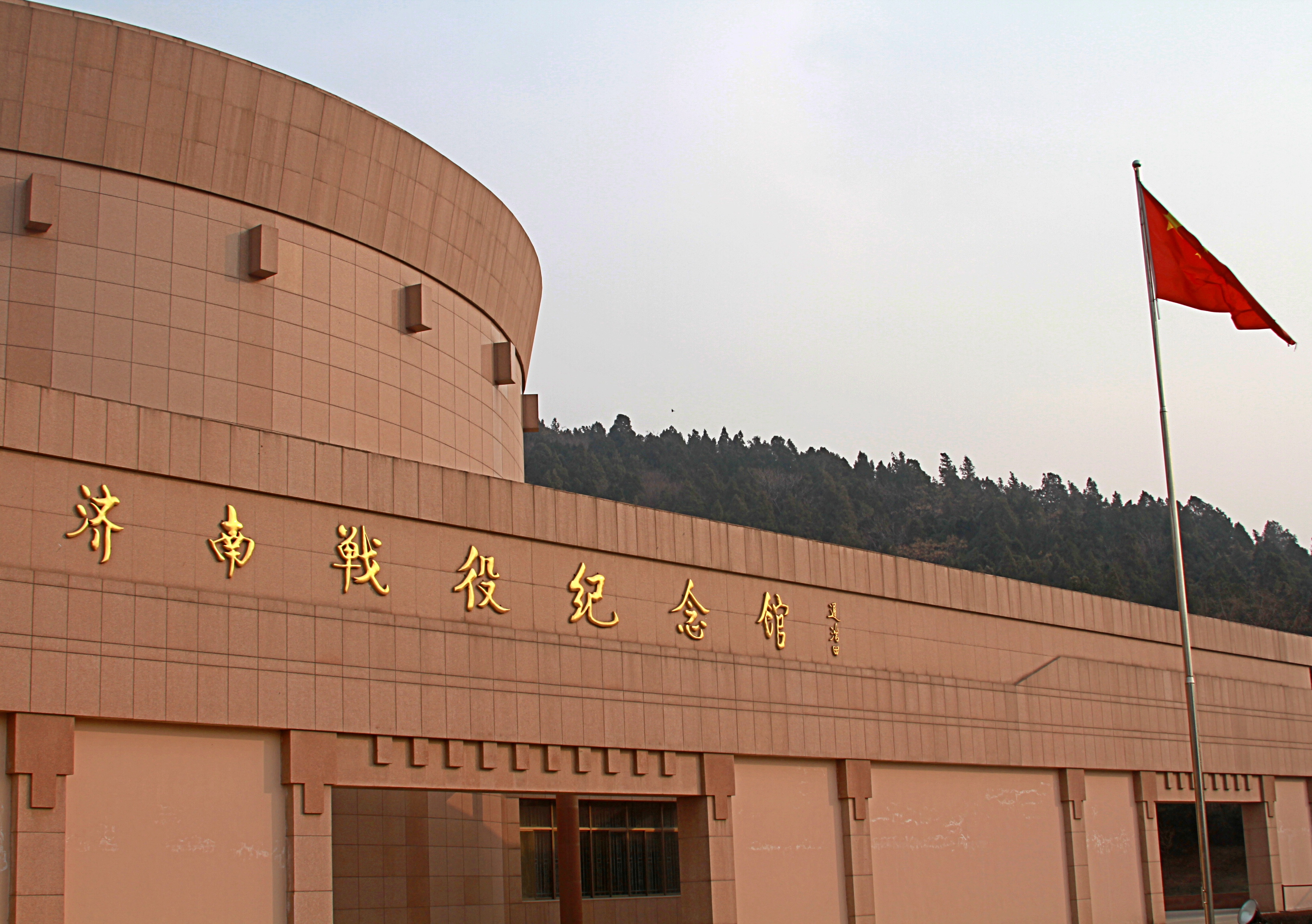
济南战役纪念馆

济南战役纪念馆坐落在陵园中东部，北临英雄山、背靠马鞍山。该馆坐东朝西，与进陵园的绿荫大道相连，进入陵园大门后抬头便可以看到。馆前有70米宽的28级花岗岩台阶，馆名由原中央军事委员会副主席、国防部长迟浩田题写。纪念馆门前有花园音乐广场和浮雕纪念壁，音乐广场面积4000平方米。纪念馆建筑面积6800平方米，采用花岗岩板材镶装，包括陈列厅和全景画馆两部分。陈列厅内有人民解放战争形势、济南战役决策、战役经过、人民支前、隐蔽战线斗争和英雄事迹六个版块，展有包括济南战役中山东兵团司令员许世友所用的马灯，参战部队的烈士登记表原件等320件革命文物和300多幅历史照片，并设有雕塑、沙盘、烈士碑林、烈士英名录书法长卷等辅助展品。全景画馆是圆形穹顶建筑，内径42米，周长128米，高18米，地面塑型区1260平方米。馆内的《济南战役城区攻坚战》全景画，与战车、武器等近百件模拟塑型作品结合，以写实手法记录了中国人民解放军在济南老城自然景观和城区建筑群环境中，进兵、强攻、登城、突破、进击、巷战等战争情节。
陵园南部的六里山西北为烈士墓区，安葬着为王尽美、刘谦初等一千多名革命烈士。王尽美是中国共产党第一次全国代表大会代表、山东第一个共产党员，他的墓在烈士墓群的最上一排，1959年7月从其家乡莒县北杏村迁葬到陵园。刘谦初曾任中共山东省委书记，1931年4月5日同邓恩铭等被杀害于济南，1960年6月由平度刘家庄迁到陵园重新安葬，墓地与王尽美墓并列。

## 纪念馆参观
济南战役纪念馆每周一闭馆，周二至周日开馆，节假日官方将另行通知。开放日的开放时间为3月1日—8月31日的9:00-16:30和9月1日—次年2月28日的9：00-16:00。参观济南战役纪念馆免收门票，但特殊展览除外。全景画馆每日在上午10：30和下午15:30共播放两场，参观人数少于50人时可能取消播放，播放时间约10分钟。参观者可以扫描纪念馆内“语音导览二维码”自助收听语音讲解，馆内人工讲解免费，但需要提前通过纪念馆网站或该馆的微信公众号预约。

## 备注
1. ↑  四里山，因距离济南老城四华里而得名[1]
2. ↑  一说6月[2]